# Igaz vagy hamis: Paranormális akták
Az Igaz vagy hamis: Paranormális akták egy természetfeletti tevékenységek után nyomozó sorozat, amelyet először az amerikai SyFy csatorna vetített 2010. július 15-étől. A műsor egy nyomozó csapatot követ, amelynek egyik segítsége nem más, mint Ben Hansen, egy volt FBI ügynök, aki folyamatosan gyűjt képeket illetve videókat az internetről, amelyek paranormális tevékenységeket tüntetnek fel. Ha elegendő tárgyilagos bizonyíték illetve szemtanú van, akik bizonyítják, hogy egy természetfeletti eset megtörtént, a nyomozó alakulat azonnal a helyszínre siet, hogy kísérletekkel kiderítse az állítások, a videók illetve a fotók igaznak vagy csupán átverésnek bizonyulnak-e. A sorozat magyar premierje a Universal Channel-en volt 2011. január 13-án.

## Szereplők
- Ben Hansen - csapatvezető
- Jael de Pardo - újságíró
- Bill Murphy - kísérletek létrehozója
- Austin Porter - kaszkadőrkellékes
- Chi-Lan Lieu - fotográfus
- Larry Caughlan, Jr. - különleges effekteket létrehozója

## Évados áttekintés
| Évad # | Évad # | Epizódok # | Évad premier      | Évad finálé       |
| ------ | ------ | ---------- | ----------------- | ----------------- |
|        | 1      | 12         | 2010. július 15.  | 2010. december 9. |
|        | 2      | 24         | 2011. március 23. | 2012. június 26.  |

## Epizódlista

### Első évad: 2010
| 1 | Burning Rubber/Hyperjump                | Kísértetautó/Mozgó fénypontok              | 2010. július 5.     | 2011. január 13. |
| Ben és a csapat fele a Georgia állambeli Savannah-ba látogat el, hogy leleplezzenek egy videót, amelyet egy rendőr készített. A videón azt látni, ahogy egy kocsi átmegy egy drótkerítésen, mintha egy szellemjármű lenne.A csapat másik fele az Arizona állambeli Phoenix-be megy ahol néhány szemtanú ismeretlen eredetű ugráló fényeket látott egyik éjszaka az égbolton. |                                         |                                            |                     |                  |
| 2 | Unwanted Visitors/Strange Sightings     | Éjszakai látogatók/Repülő csészealj        | 2010. július 22.    | 2011. január 13. |
| Bill és csapata a Kalifornia állambeli Fresnóba látogat el, ahol egy férfi biztonsági kamerája egy éjjel egy nagyon furcsa lényt filmezett le, amint a kertjében sétált. A csapat másik fele Arizonába megy, ahol egy repülő csészealjat véltek látni. |                                         |                                            |                     |                  |
| 3 | Off the Deep End/Houseguest             | Szörny a tóban/Író kísértet                | 2010. július 29.    | 2011. január 20. |
| Ben csapata Pennsylvania-ba utazik a Raystown tóhoz, ahol a szemtanúk egy úgynevezett tavi szörnyet véltek látni és állítják, hogy a lény már évek óta a tóban él. Bill csapata Los Angelesbe látogat el, ahol egy házban egy szellem képeken keresztül kommunikál lakóival.                                                                                                 |                                         |                                            |                     |                  |
| 4 | Predator/Red Sky At Night               | A dartmoori ragadozó/Vörös háromszög       | 2010. augusztus 5.  | 2011. január 20. |
| Ben csapata ezúttal egy videót vizsgál meg, amelyen egy fekete ismeretlen nagy testű állat rohan át az egyik nemzeti park füves területén. Bill csapata Kaliforniába megy, El Cajon-ba, ahol egy helyi lakos lefilmezett három vörös pontot az égen, amelyek egy háromszöget zártak be. A helyi lakosok szerint egy azonosítatlan repülő jármű lehetett.                     |                                         |                                            |                     |                  |
| 5 | Blazing Horizon/Rollover                | Fénypont a látóhatáron/ Guruló autók       | 2010. augusztus 12. | 2011. január 27. |
| Bill és csapata Michigan-ba mennek, ahol egy ismeretlen eredetű fényforrást vizsgálnak, amely átpásztáz egy vasúti sínen. Ben csapata pedig San Antonioba látogat el, hogy megfejtsenek egy rejtélyt, amely egy különös dombon történik, amelyre autóval vagy bizonyos járművel felmenvén, a vezető alól kicsúszik az irányítás a gravitációval egyetemben.                  |                                         |                                            |                     |                  |
| 6 | The Caretaker/Cutter                    | Kísértet a temetőben/ Megcsonkított marhák | 2010. augusztus 19. | 2011. január 27. |
| Ben csapata Indiába megy, hogy megvizsgáljanak egy videót, amelyen egy temető látható és azok a civil katonák szellemei, akiket ott temettek el. Bill csapata megpróbál megfejteni egy rejtélyt Coloradóban, ahol egy ismeretlen állat, más állatokat csonkít meg. |                                         |                                            |                     |                  |
| 7 | Haunted Mansion Mist/Starlight Intruder |                                            | 2010. október 28.   |                  |
| Ben csapata a McPike hotelben nyomoz Illinois-ban, ahol egy videó készült amelyen egy kóbor lélek szobáról szobára jár az éjszaka folyamán. Bill csapata megpróbál tisztázni egy szerintük hamis videót, amelyet Kaliforniában készítettek és amelyen egy UFO látható. |                                         |                                            |                     |                  |
| 8 | Symphonic Spirits/Hovering Humanoid     |                                            | 2010. november 4.   |                  |
| Bill csapata a Velentown Múzeum-ba látogat el, ahol a biztonsági kamera egy szellemet kapott lencsevégre. A nyomozás végül egy olyan kísértetjáráshoz vezet el, amely szelleme megmagyarázhatatlan módon játszik zenét. Ben csapata megpróbál leleplezni egy videót amelyet Mexikóban készítettek és amelyen egy levitáló emberszabású lény repül keresztül a sivatagon.     |                                         |                                            |                     |                  |
| 9 |                                         |                                            | 2010. november 11.  |                  |
| Bill csapata Washingtonba utazik, ahol látni vélték a Sasquatch-ot, amelyet sikerült is a nézőknek lencsevégre kapniuk. Ben csapata interjút készít Dr. Jonathan-nal. Jonathan állítása szerint van egy videófelvétele amin egy földönkívüli lény megtámadja a kutyáját. |                                         |                                            |                     |                  |
| 10 | Mystery Mermaid/Ghostly Guardian        |                                            | 2010. november 18.  |                  |
| Bill csapata Ausztráliába utazik, ahol egy megpróbálnak leleplezni egy videót, amelyen egy sellő látható. A csapat meg van győződve róla, hogy a videó átverés és nem más látható rajta mint egy nő egy kosztümben. Ben csapata Hawaiira látogat, hogy megvizsgáljanak különböző fényképeket, amelyeken egy nő unokájának őrangyalát véli látni.                             |                                         |                                            |                     |                  |
| 11 | Lunar Landing Hoax/Tropical Intruder    |                                            | 2010. december 2.   |                  |
| Ben csapata megpróbál rekonstruálni egy videót amelyet úgy vélik a NASA manipulált. Bill csapata Floridába utazik, ahol a helyi lakosok egy UFO-t videóztak le az égen. |                                         |                                            |                     |                  |
| 12 | Bayou Beast/River Ghost                 |                                            | 2010. december 9.   |                  |
| Ben csapata Louisiana-ba utazik, hogy kiderítsék az ott lakók emlegetett mocsári szörnye valós lény vagy csak kitaláció. Bill csapata Oregonba megy, hogy egy videó után nyomozzanak, amelyen egy fényes gömbjelenség cikázik a Hawthorne híd körül. |                                         |                                            |                     |                  |

### Második évad: 2011
| 201 (13) | The Real Battle of LA/Queen Mary Menace |  | 2011. március 23. |  |
| Ben és csapata megpróbálnak újrakreálni egy fényképet amelyen egy ismeretlen repülő objektum látható az égen, Los Angeles felett. Eközben Bill csapata a Queen Mary hajóra megy nyomozni, a Long Beach-re, Kaliforniába, hogy kiderítsék a videó amelyet ezen a hajón készítettek és amelyen állítólag egy szellem látható, amint a folyosókat járja. |                                         |  |                   |  |
| 202 (14) | Fire in the Sky/Thermal Theater Ghost   |  | 2011. március 30. |  |
| Bill csapata a floridai Jacksonville-be látogatnak el, hogy megpróbálják lencsevégre kapcsi azt a szellemet, amelyet egy amatőr szellemvadász csoport készített egy szellemről, amely a floridai színházban kísért. Eközben Ben csapata egy videó valósságát próbálják bebizonyítani, amelyet a Paso-i Texas államban készítettek, amelyen egy tűzvörös fénypont látható az égbolton, ez a pont később háromfelé válik, majd össze-vissza cikázik az égen. |                                         |  |                   |  |
| 203 (15) | Raining UFOs/Ectoplasmic Pic            |  | 2011. április 6.  |  |
| Ben csapata egy videó után nyomoz, amelyet a Long Beach-i Kaliforniában készített egy rendőr 2004 karácsonyán, aki akkor épp egy helikoptert vezetett. A videón kivehetően látható egy UFO. Ben csapata megpróbál néhány fotó bizonyossága után járni, amelyet még 1920-ban készítettek Winnipeg-ben, és amelyen néhány ektoplazma szerepel, a doktor aki a képeket készítette pedig nem más volt, mint T.G. Hamilton.                                     |                                         |  |                   |  |
| 204 (16) | Playground Poltergeist/Alien Intruder   |  | 2011. április 13. |  |
| Bill csapata az argentínai Firmat-ba látogat el, hogy megvizsgáljanak egy videót, amely egy kísértetjárta játszótéren készült, amelynek hináti folyamatosan mozognak, akkor is ha nem ül bennük senki, a helyiek azt mondják, halott gyerekek szellemei hintáznak és játszanak a játszótéren. Ben csapata a floridai Miltonba megy, egy olyan videó után nyomozni, amelyen egy földönkívülit rögzítettek.                                                  |                                         |  |                   |  |
| 205 (17) | Dashcam Chupacabra/Nightly News Alien   |  | 2011. április 20. |  |
| Ben csapata a texasi DeWitt megyébe látogatnak, ahol egy furcsa kreaturát, amely egy mutáns kutyára hasonlít, videóztak le a helyi lakosok, akik úgy hiszik a közelben egy Chupacabra él. Bill csapata az argentínai Patagóniába mennek, egy videó miatt, amelyen egy emberre hasonló földönkívüli kreatúra sétál el egy riporter mögött. |                                         |  |                   |  |
| 206 (18) | Whaley Ghost House/Muck Monster         |  | 2011. április 27. |  |
| Bill csapata a kaliforniai San Diegóba látogat el, egy kísértetházba. Eközben Ben csapata megpróbál leleplezni egy videót amelyen, egy, a lakosok szerint elnevezett, ürülék szörny látható, a floridai Jupiterben. |                                         |  |                   |  |

## Fordítás
Ez a szócikk részben vagy egészben  a   Fact or Faked: Paranormal Files című angol Wikipédia-szócikk fordításán alapul.  Az eredeti cikk szerkesztőit annak laptörténete sorolja fel. Ez a jelzés csupán a megfogalmazás eredetét és a szerzői jogokat jelzi, nem szolgál a cikkben szereplő információk forrásmegjelöléseként.